# Jorge Brovetto

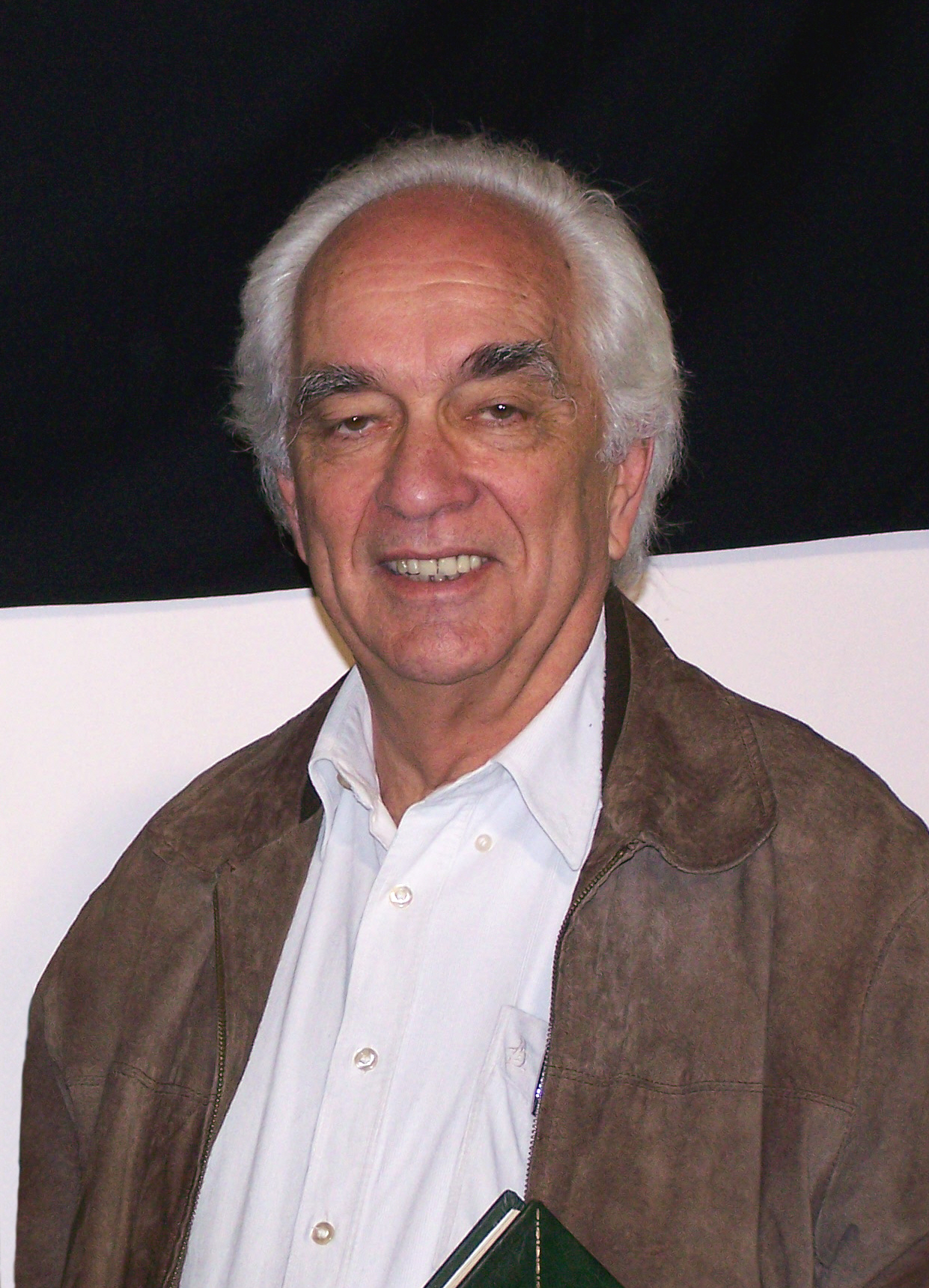
Jorge Brovetto

Jorge Brovetto (* 14. Februar 1933 in Montevideo; † 8. Juni 2019) war ein uruguayischer Politiker.

## Leben
Brovetto schloss sein Studium an der Fakultät für Chemie der Universidad de la República (UdelaR) mit einer Spezialisierung auf die Biochemie im Jahre 1964 ab. Anschließend absolvierte er Studienaufenthalte am Istituto superiore di sanità und der Università Cattolica del Sacro Cuore in Rom im Jahr 1965. Von 1968 bis 1970 arbeitete er in den USA im Hormone Research Laboratory und führte zudem seine Ausbildung an der University of California fort. Von 1986 bis 1989 war er zunächst stellvertretender Rektor der UdelaR, an der er als Professor für Biochemie in den Fachbereichen Chemie und Medizin tätig war, bevor er schließlich 1989 das Rektorat übernahm, das er bis 1998 führte. Zwischen 1985 und 1989 gehörte Brovetto der Asamblea General del Claustro an. Er war Gründungsmitglied und Exekutivsekretär der Asociación de Universidades Grupo Montevideo (AUGM). Brovetto war vom 1. März 2005 bis zum 3. März 2008 Bildungsminister, als er von María Simón abgelöst wurde. Ab dem 20. Juni 2004 war er zunächst Vize-Präsident und wurde mit der Wahl Tabaré Vazquez’ zum uruguayischen Präsidenten schließlich Präsident der Frente Amplio.
Brovetto veröffentlichte mehrere wissenschaftliche Arbeiten. Auch hatte er an in den USA, den Niederlanden, Italien und Lateinamerika veröffentlichten oder herausgegebenen Büchern die Mitautorenschaft inne. Ferner war er Mitglied des Consejo nacional de Investigaciones Científicas y Técnicas (CONICYT) sowie des Programa de Desarrollo de las Ciencias Básicas (PEDECIBA).

## Veröffentlichungen (Auszug)
- "Formar para lo Desconocido, Apuntes para la Teoría y Práctica de un Modelo Universitario en Construcción", 1994[3]

## Auszeichnungen
- Ehrendoktorwürde der Universidade Federal do Paraná, 1999
- Ehrendoktorwürde der Universidad Nacional del Litoral (Argentinien), 2008[4]
- Ehrenbürger von Montevideo (Ciudadano Ilustre), Februar 2015[5]